# 46748 Giusacayrel
46748 Giusacayrel è un asteroide della fascia principale. Scoperto nel 1998, presenta un'orbita caratterizzata da un semiasse maggiore pari a 2,3217372 au e da un'eccentricità di 0,2289679, inclinata di 2,57649° rispetto all'eclittica.